# Essises
Essises je francouzská obec v departementu Aisne v regionu Hauts-de-France. V roce 2011 zde žilo 429 obyvatel.

## Sousední obce
La Chapelle-sur-Chézy, Chézy-sur-Marne, Montfaucon, Nesles-la-Montagne

## Vývoj počtu obyvatel
Počet obyvatel 